# Liste bekannter Persönlichkeiten der University of Glasgow

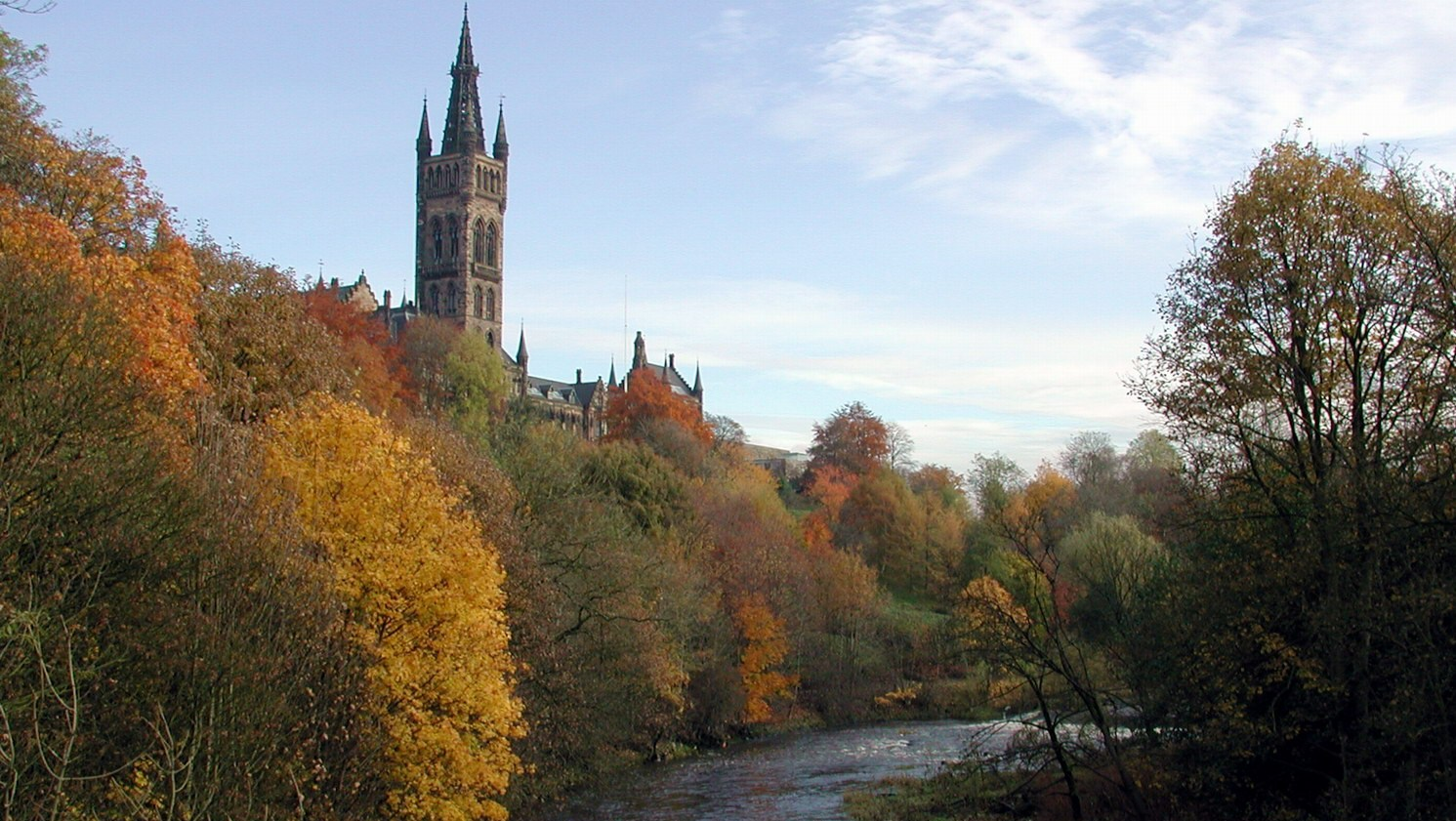
Die University of Glasgow hinter dem Fluss Kelvin und dem Kelvingrove Park

Die folgende Liste der Alumni, Absolventen und Fakultäten der University of Glasgow beinhaltet eine Auswahl von bekannten Persönlichkeiten in chronologischer Reihenfolge, die seit der Gründung 1481 an der Universität studiert haben.

## Nobelpreisträger

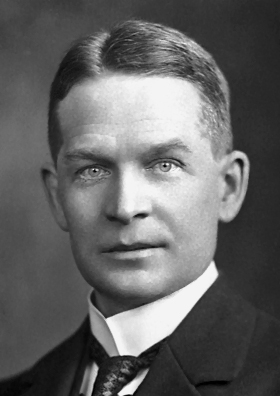
Frederick Soddy

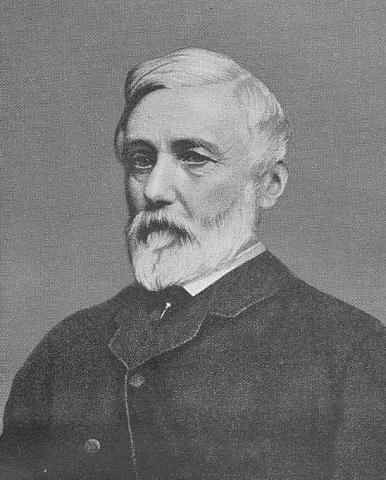
William Young Sellar

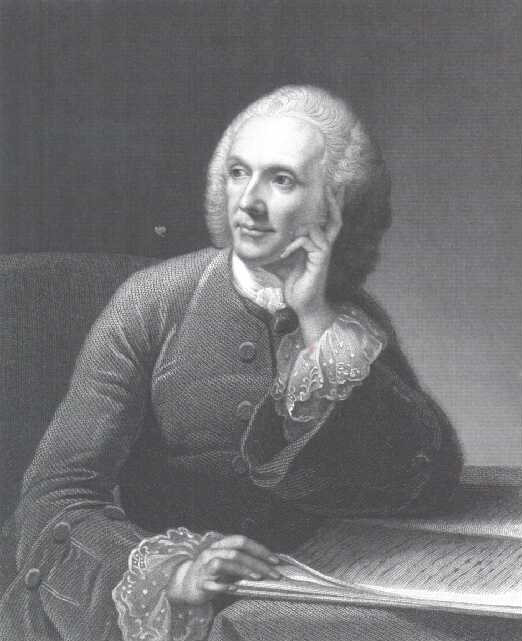
William Hunter

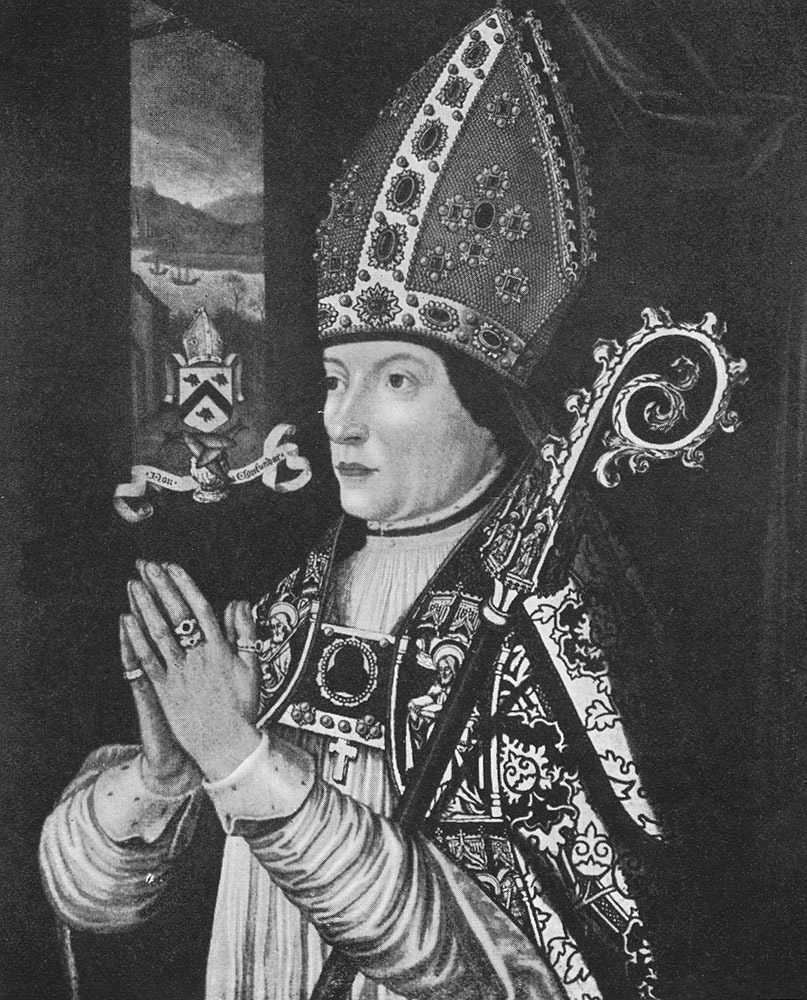
William Elphinstone

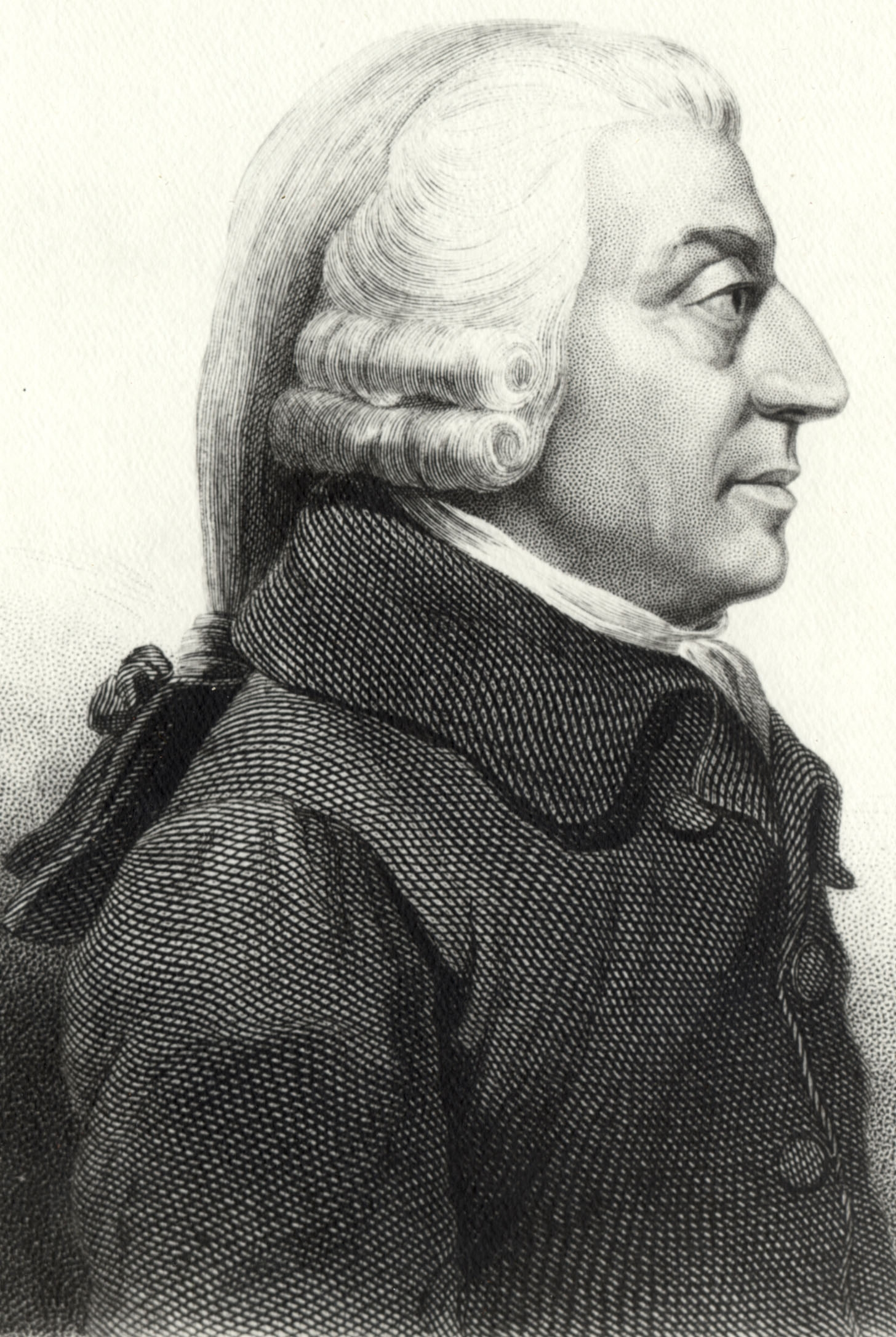
Adam Smith

David Livingstone

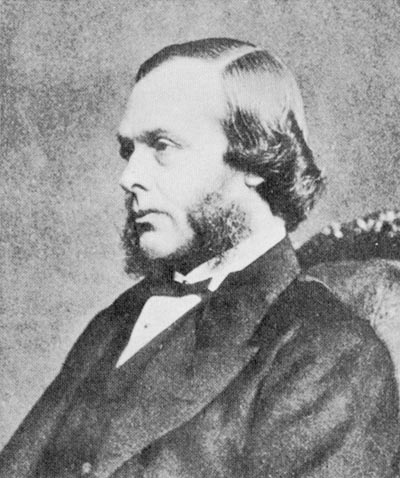
Lord Lister

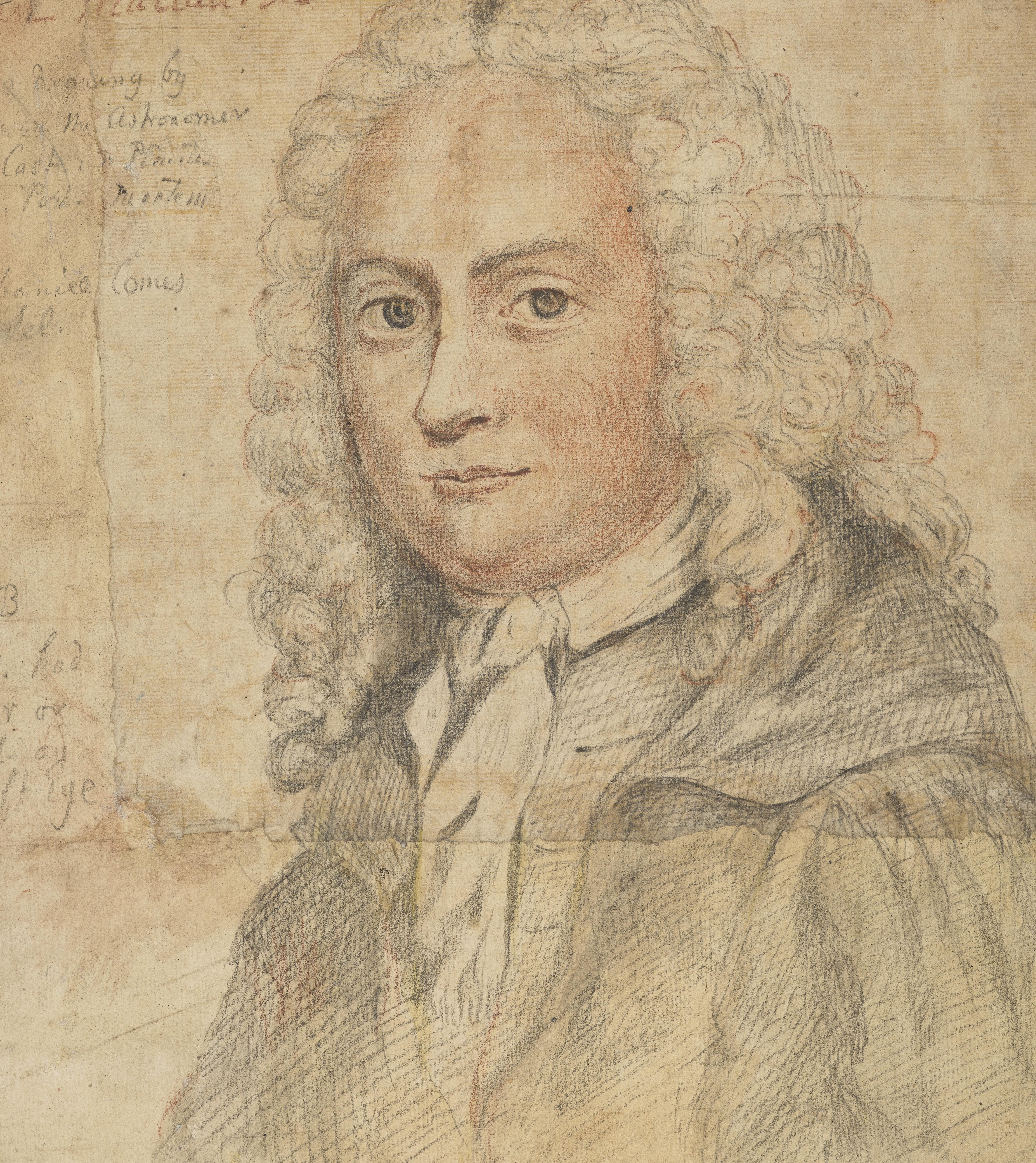
Colin Maclaurin

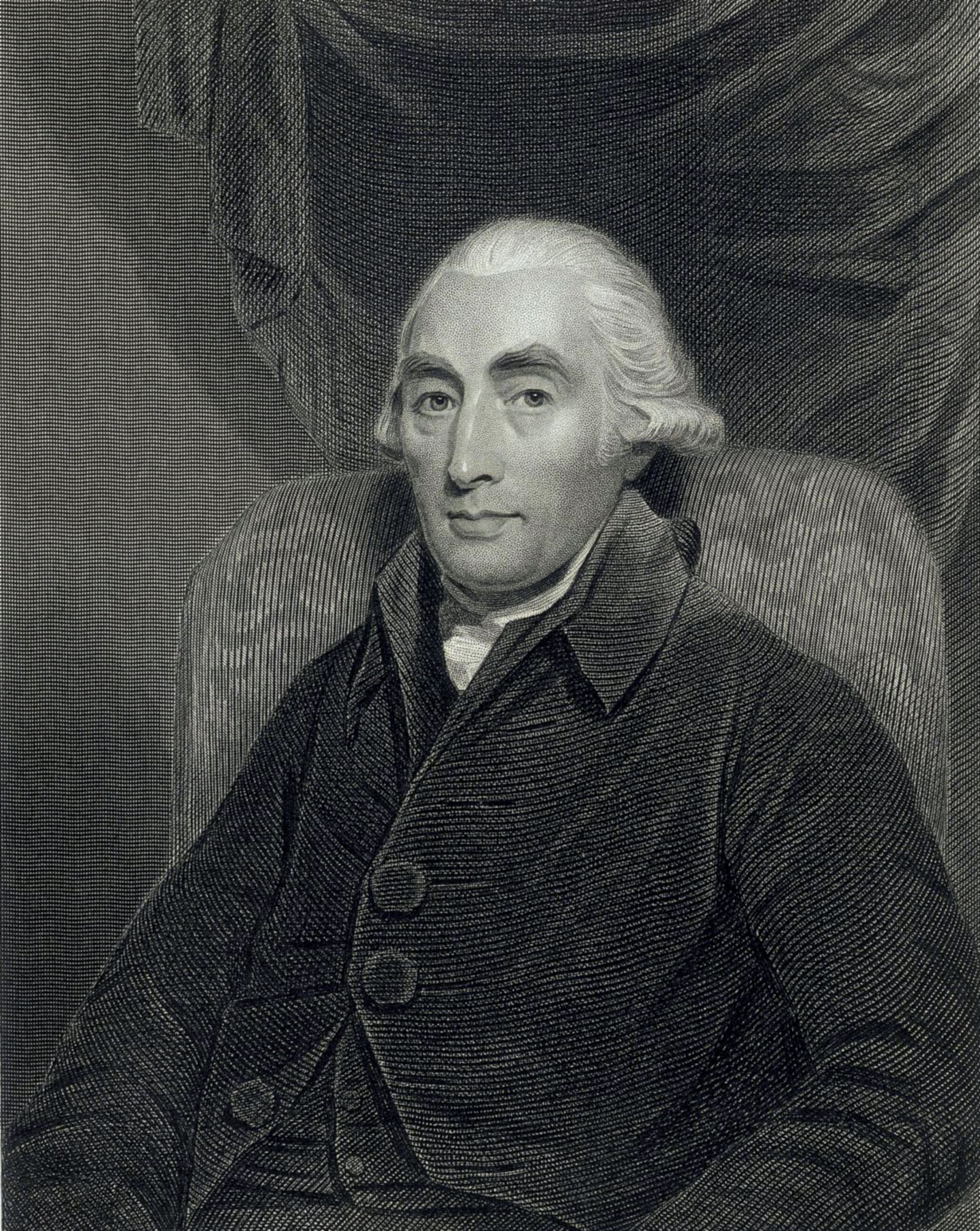
Joseph Black

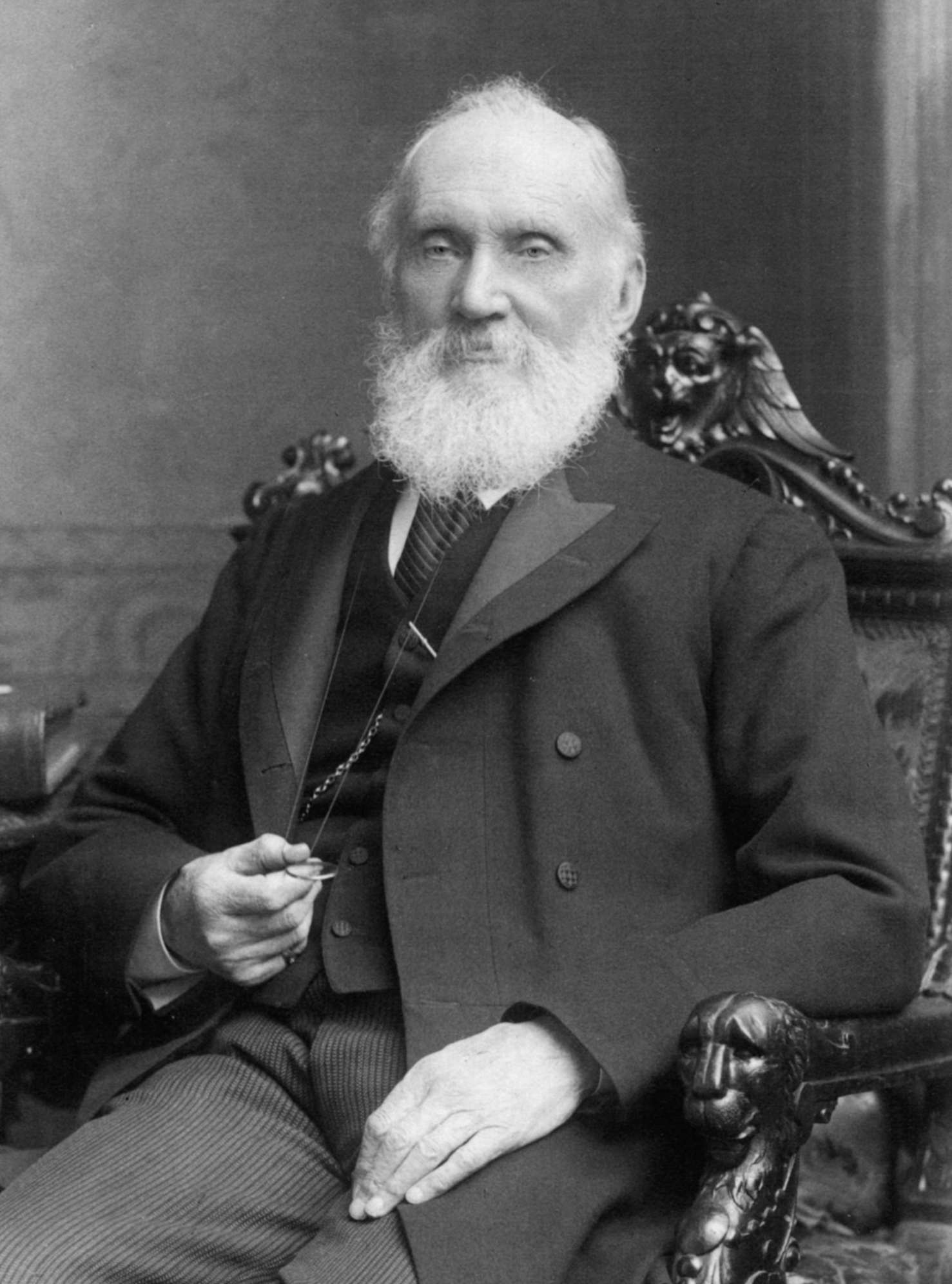
Lord Kelvin

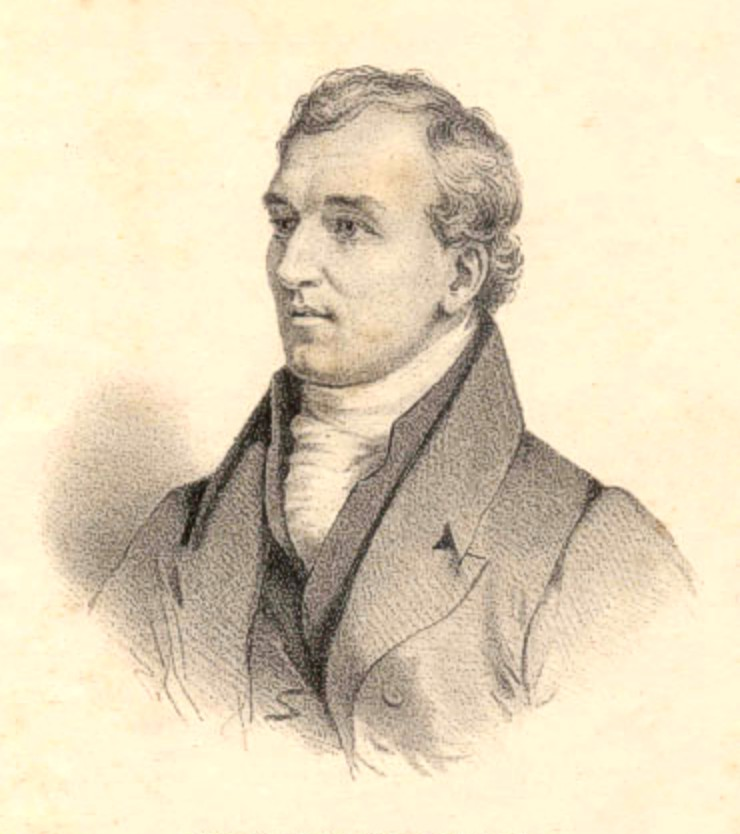
David Douglas

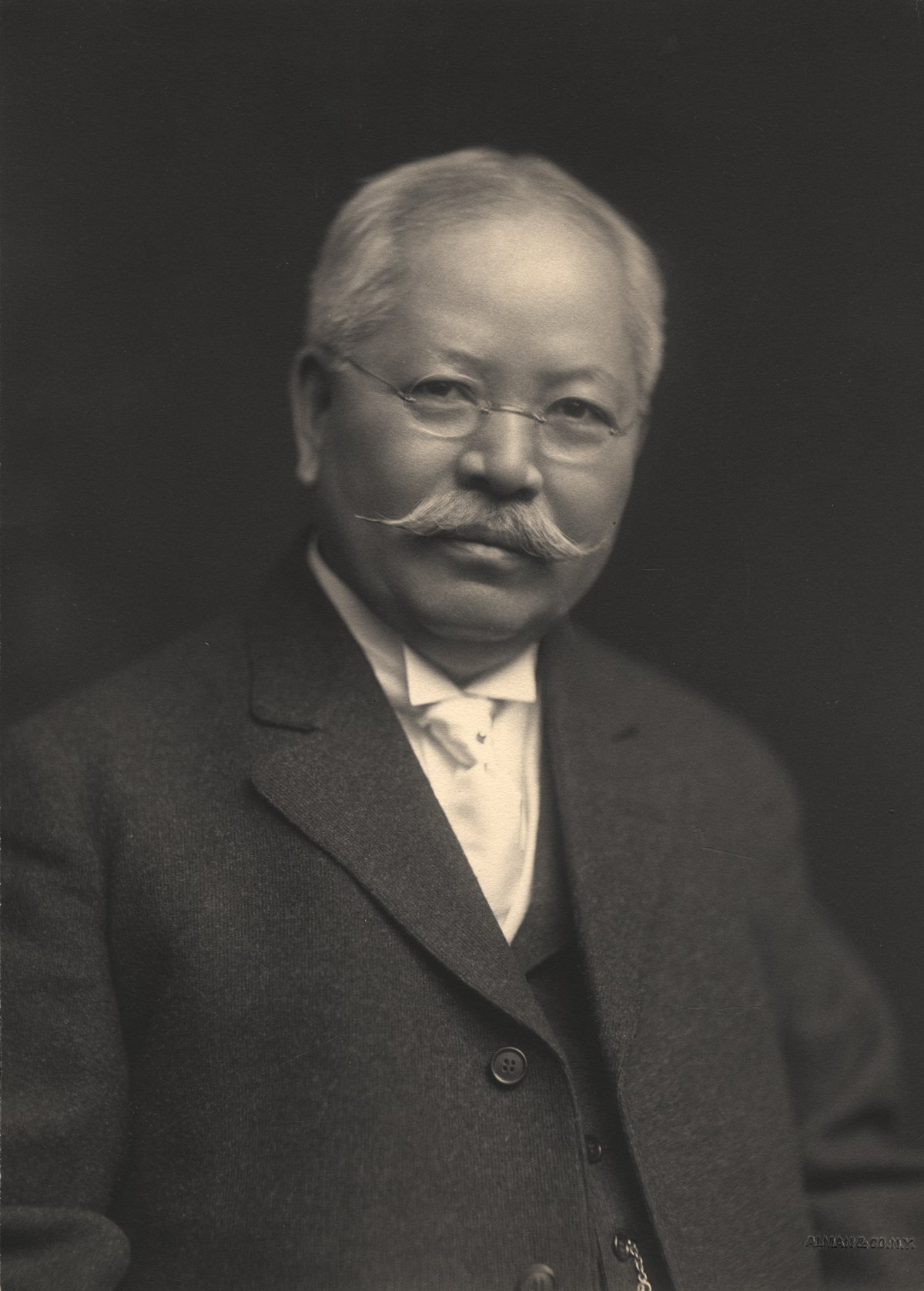
Jokichi Takamine

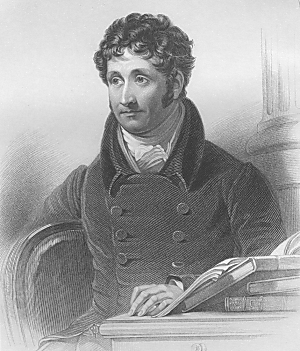
Thomas Campbell

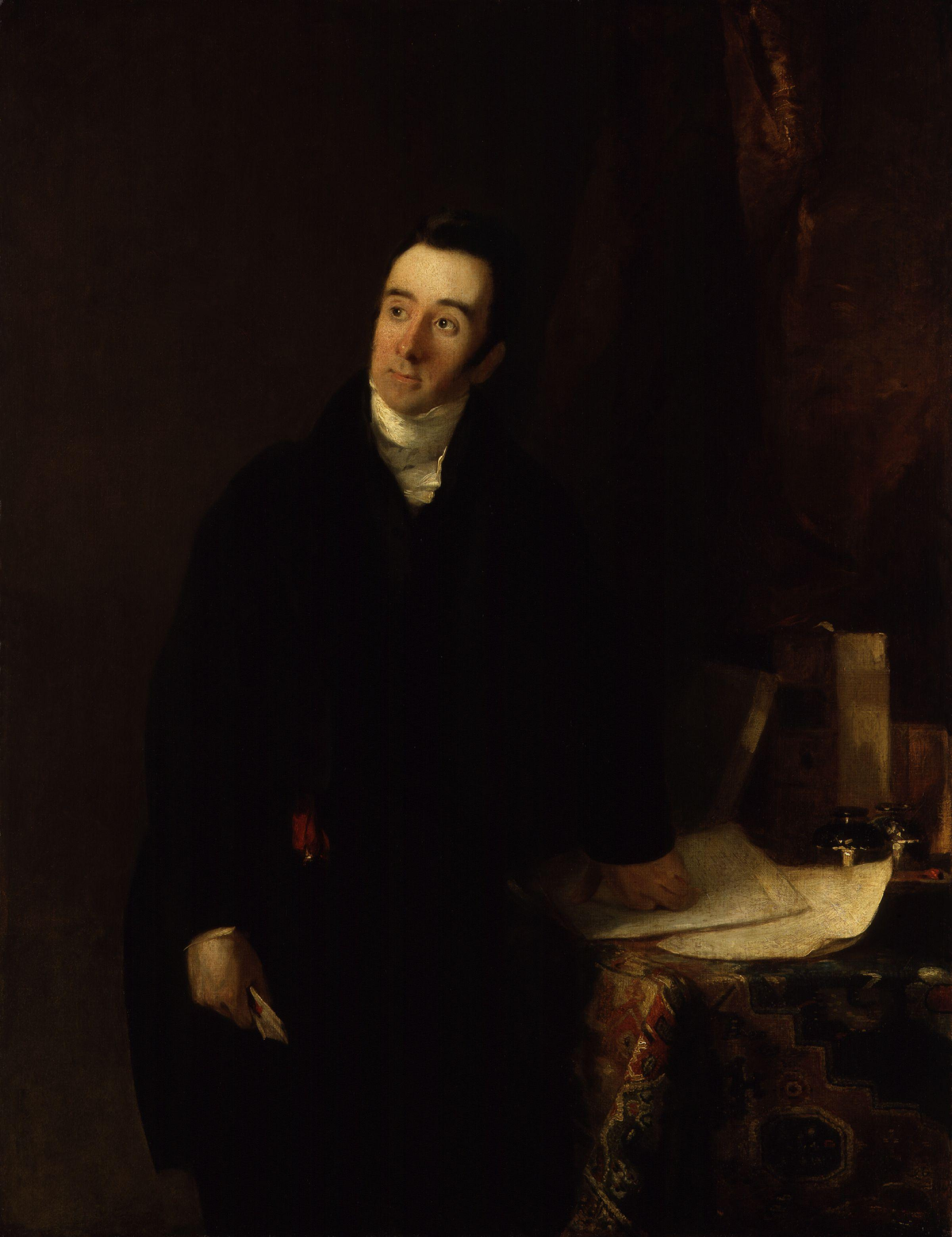
Lord Jeffrey

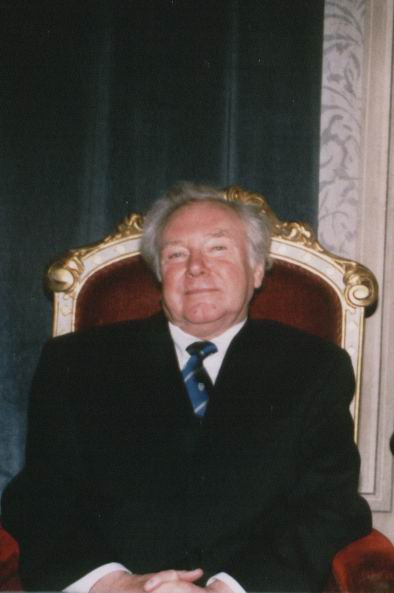
Alan Watson

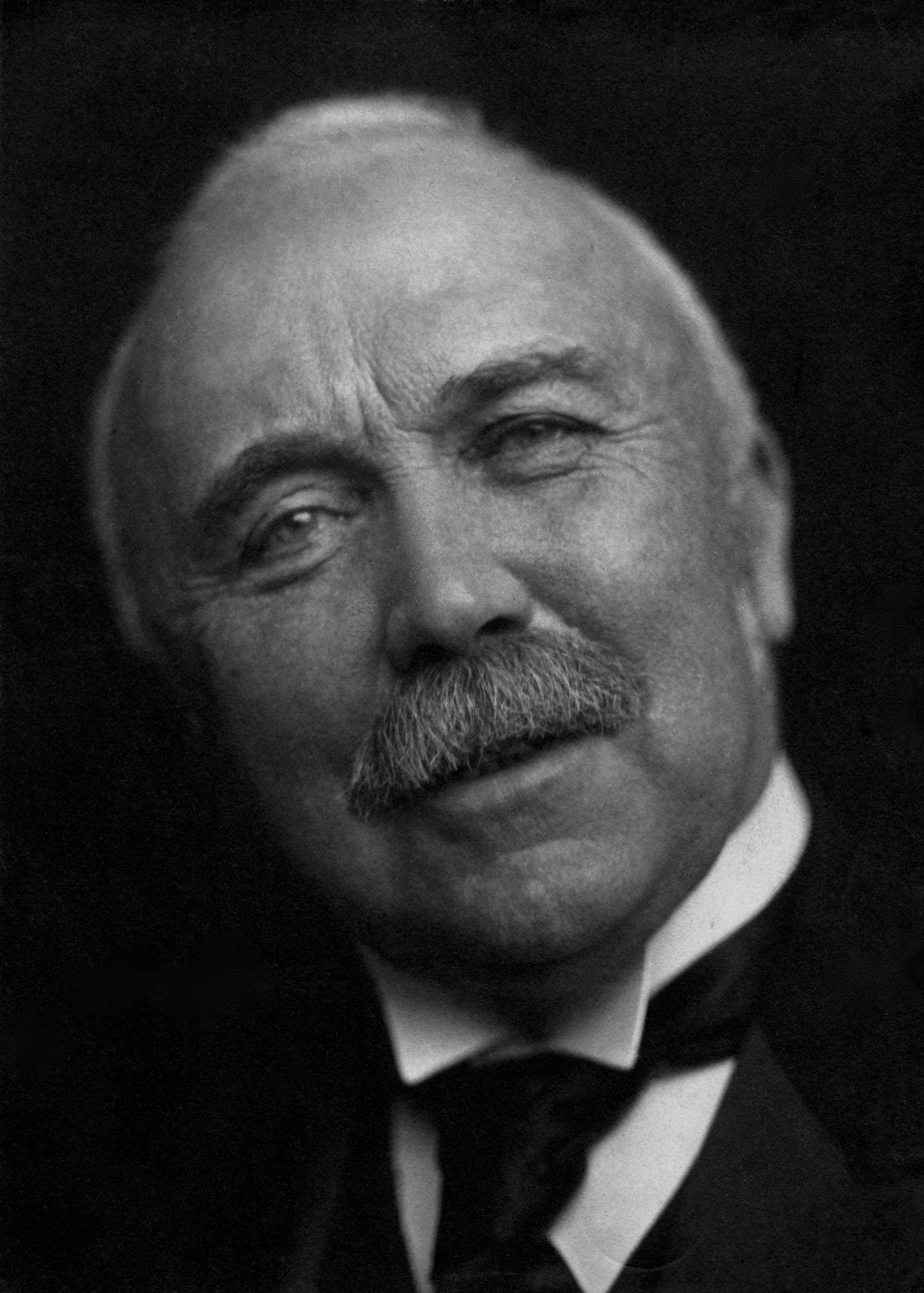
Henry Campbell Bannerman

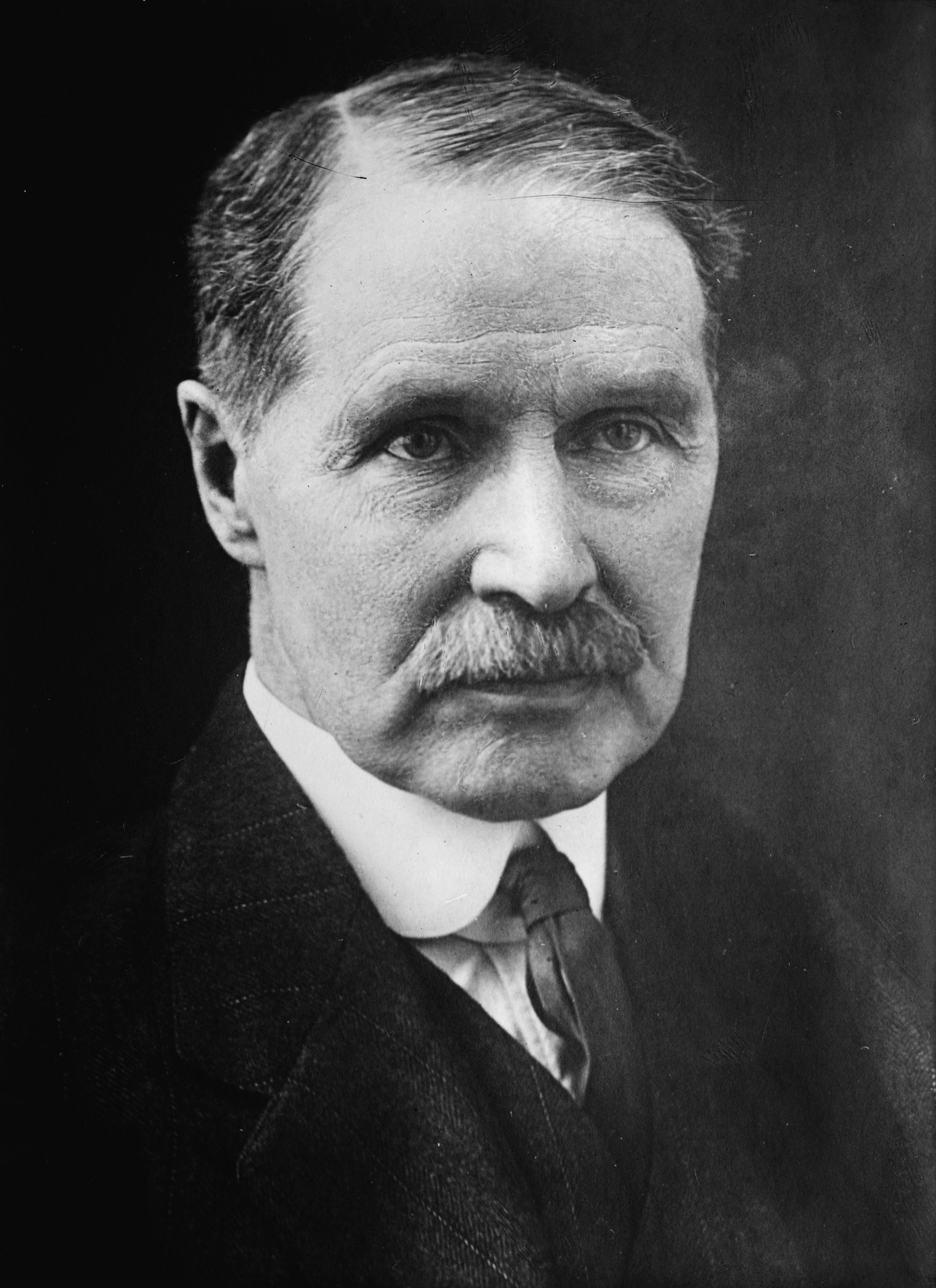
Andrew Bonar Law

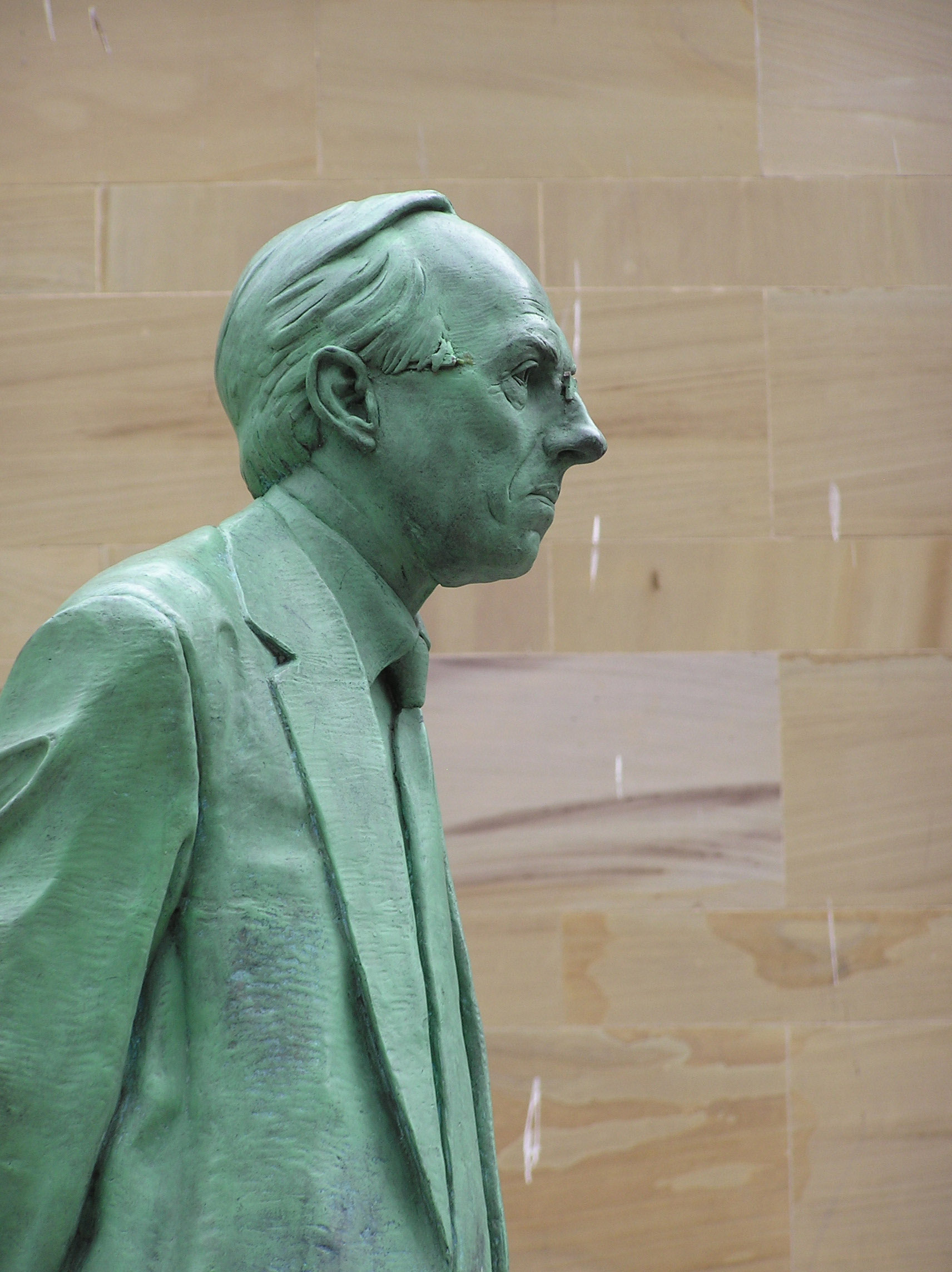
Donald Dewar

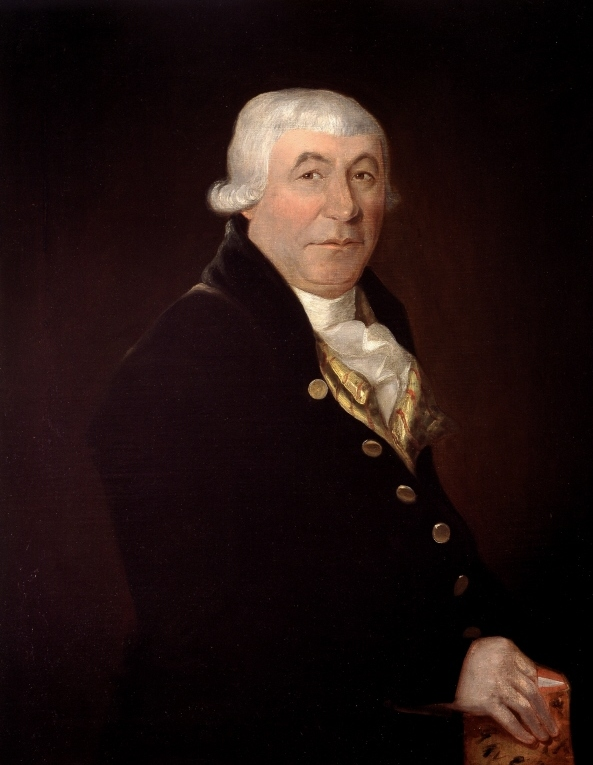
James McGill

- Sir William Ramsay (1852–1916), schottischer Chemiker, Gewinner des Nobelpreises für Chemie 1904
- Frederick Soddy (1877–1956), englischer Chemiker, Gewinner des Nobelpreises für Chemie 1921
- John Boyd Orr, 1. Baron Boyd-Orr (1880–1971), Biologe, Gewinner des Friedensnobelpreises 1949
- Sir Alexander Robertus Todd, Baron of Trumpington (1907–1997), britischer Chemiker, Gewinner des Nobelpreises für Chemie 1957
- Sir Derek Harold Richard Barton (1918–1998), britischer Chemiker, Gewinner des den Nobelpreises für Chemie 1969
- Sir James Whyte Black (1924–2010), Pharmakologe, Gewinner des Nobelpreises für Physiologie oder Medizin 1988

## Kunst
- Richard Claverhouse Jebb (1841–1905), schottischer Politiker und klassischer Philologe
- Hannah Frank (1908–2008), schottische Künstlerin und Skulpturmacherin

## Geschichte
- William Young Sellar (1825–1890), schottischer Altertumsforscher
- Lewis Campbell (1830–1908), britischer Altertumsforscher
- Sir William Wilson Hunter (1840–1900), britischer Schriftsteller, Historiker und Indologe
- Sir Richard Lodge (1855–1936), englischer Historiker
- F. Marian McNeill (1885–1973), Sozialhistorikerin und Autorin von „The Silver Bough“
- Bernard Wasserstein (* 1948), israelischer Historiker
- Hew Strachan (* 1949), schottische Militärhistorikerin

## Philosophie und Theologie
- William Elphinstone (1431–1514), Bischof von Aberdeen, Gründer der University of Aberdeen
- David Beaton (1473–1546), schottischer Kardinal und Erzbischof von St Andrews
- James Beaton II. (1517–1603), Erzbischof von Glasgow und St Andrews, Primate of Scotland
- Andrew Melville (1545–1622), schottischer Theologe, religiöser Reformer
- Zachary Boyd (1585–1653), schottischer Theologe und Autor
- John Abernethy (1680–1740), irischer presbyterianischer Kirchenführer und Minister
- Francis Hutcheson (1694–1746), irischer Philosoph und Ökonom
- Thomas Reid (1710–1796), schottischer Philosoph
- Adam Smith (1723–1790), schottischer Moralphilosoph, Begründer der klassischen Volkswirtschaftslehre
- John H. D. Anderson (1726–1796), schottischer Naturphilosoph, Gründer der University of Strathclyde
- Semyon Desnitsky (um 1740–1789), erster außerhalb Russlands studierender Akademiker, Professor der Lomonossow-Universität in Moskau
- Alexander Campbell (1788–1866), schottisch-amerikanischer Pfarrer, Mitbegründer des Restoration Movement
- Dugald Stewart (1753–1828), schottischer Philosoph
- William McIntyre (1806–1870), australisch-schottischer Missionar und Pädagoge
- Archibald Campbell Tait  (1811–1882), Erzbischof von Canterbury, Priester der Church of England
- David Livingstone (1813–1873), schottischer Missionar, Afrikaforscher, Entdecker
- Alexander Bain (1818–1903), schottischer Philosoph und Pädagoge
- Alexander Campbell Fraser (1819–1914), schottischer Professor der Philosophie
- Cosmo Gordon, Baron Lang of Lambeth (1864–1945), Erzbischof von York und Erzbischof von Canterbury
- William Barclay (1907–1978), britischer Theologe, Autor und Professor an der University of Glasgow
- William Frend (1916–2005), britischer Kirchenhistoriker
- John Macquarrie (1919–2007), schottischer Theologe und Philosoph, Professor für Theologie an der Union Theological Seminary in the City of New York und Oxford
- David Jasper (* 1951), anglikanischer Priester und Theologe
- George Newlands, schottischer Theologe, Emeritierter Professor für Theologie an der University of Glasgow

## Wissenschaft

### Medizin
- William Hunter (1718–1783), schottischer Mediziner und Anatom
- John Hunter (1728–1793), schottischer Anatom, Begründer der wissenschaftlichen Chirurgie
- James McCune Smith (1813–1865), amerikanischer Arzt, Apotheker und Abolitionist, erster Mediziner der mit westlicher und afrikanischer Medizin experimentiert hat
- Joseph Lister, 1. Baron Lister (1827–1912), englischer Chirurg, Vater der antiseptischen Chirurgie
- William Macewen (1848–1924), Chirurg, Regius Professor in Glasgow
- Donald MacAlister (1854–1934), schottischer Arzt, Direktor der University of Glasgow
- Marion Gilchrist (1864–1952), schottisch-britische Ärztin und erste weibliche Absolventin der University of Glasgow
- Robert Broom (1866–1951), südafrikanischer Arzt und Paläontologe
- Charles Illingworth (1899–1991), Chirurg, Regius Professor in Glasgow
- Ian Donald (1910–1987), britischer Gynäkologe, Pionier der Pränataldiagnostik
- Bryan J. Jennett (1926–2008), irisch-schottischer Professor der Neurochirurgie, Erfinder der Glasgow Coma Scale
- Ronald D. Laing (1927–1989), britischer Psychiater, Mitbegründer der antipsychiatrischen Bewegung.

### Mathematik, Physik, Astronomie
- Robert Simson (1687–1768), schottischer Mathematiker und Geometer
- Colin Maclaurin (1698–1746), schottischer Mathematiker
- Joseph Black (1728–1799), französisch-schottischer Physiker und Chemiker, Entdecker des Kohlenstoffdioxids, des Elements Magnesium und der latenten Wärme
- James Watt (1736–1819), schottischer Mathematiker, Ingenieur und Erfinder
- James Walker (1781–1862), schottischer Bauingenieur
- John Scott Russell (1808–1882), britischer Ingenieur, Schiffsbauer und Physiker, Erbauer der Great Eastern
- William Thomson, 1. Baron Kelvin (1824–1907), irischer Mathematiker, Physiker
- John Kerr (1824–1907), schottischer Physiker, Entdecker des Kerr-Effekts
- Henry Dyer (1848–1918), schottischer Ingenieur
- Percy Sinclair Pilcher (1866–1899), englischer Erfinder, Pionier der Luftfahrt
- John Logie Baird  (1888–1946), schottischer Ingenieur und Erfinder, Erdenker der TV Übertragung
- Samarajeewa Karunaratne (* 1937), sri-lankischer Ingenieursprofessor, Leiter der Sri Lankan Academic
- Bill Napier (* 1940), schottischer Asteroidenforscher, bekannter Gegner der Urknalltheorie
- Professor Jocelyn Bell Burnell (* 1943), irische Radioastronomin, Mitentdeckerin der Neutronensterne
- Professor John Brown (* 1947), britischer Professor der Astronomie, Astronomer Royal for Scotland
- A. Catrina Bryce (* 1956), schottische Physikerin und Elektronikingenieurin

### Biowissenschaft
- David Douglas (1799–1834), schottischer Botaniker und Pflanzenjäger
- Thomas Graham (1805–1869), britischer Chemiker und Physiker
- Jokichi Takamine (1854–1922), japanischer Chemiker und Samurai
- Sir Alexander Robertus Todd, Baron of Trumpington (1907–1997), britischer Chemiker, Nobelpreisträger für Chemie 1957
- George William Gray (1926–2013), Biowissenschaftler, Chemiker, Pionier der Entwicklung von Flüssigkristallbildschirmen, Gewinner des Kyoto-Preis und der Leverhulme-Medaille

## Justiz
- James Dalrymple, 1. Viscount of Stair (1619–1695), schottischer Rechtsanwalt und Staatsmann
- Thomas Miller, Lord Glenlee (1717–1789), ehemaliger Lord Advocate und Lord President of the Court of Session (1766–1787)
- Henry Erskine (1746–1817), schottischer Politiker und ehemaliger Lord Advocate
- Francis Jeffrey, Lord Jeffrey (1773–1789), schottischer Literaturkritiker und Senator des College of Justice
- John Inglis, Lord Glencorse (1810–1891), schottischer Politiker und Richter, Lord President of the Court of Session (1867–1891)
- Charles Dickson, Lord Dickson (1850–1922), schottischer Politiker und Richter, ehemaliger Lord Advocate und Lord President of the Court of Session (1915–1922)
- Alexander Ure, 1. Baron Strathclyde (1853–1928), ehemaliger Lord Advocate und Lord President of the Court of Session (1914–1928)
- Alexander Munro MacRobert (1873–1930), schottischer Richter, Politiker und ehemaliger Lord Advocate
- Douglas Jamieson, Lord Jamieson (1880–1952), ehemaliger Lord Advocate und Senator des College of Justice
- William Rankine Milligan, Lord Milligan (1898–1975), schottischer Richter und Politiker, ehemaliger Lord Advocate und Senator des College of Justice
- Harald Leslie, Lord Birsay (1905–1982), schottischer Rechtsanwalt und Richter, Vorsitzender des Scottish Land Court
- John Wheatley, Baron Wheatley (1908–1988), schottischer Richter, Politiker, ehemaliger Lord Advocate und Lord Justice Clerk, Gründer der schottischen Prozesskostenhilfe
- Henry Wilson, Baron Wilson of Langside (1916–1997), schottischer Politiker, ehemaliger Lord Advocate und Senator am College of Justice
- George Emslie, Baron Emslie (1919–2002), schottischer Richter, Brigade Major im Zweiten Weltkrieg, Lord President of the Court of Session (1972–1989)
- Norman Wylie, Lord Wylie (1923–2005), schottischer Politiker, ehemaliger Lord Advocate und Senator des College of Justice
- Ian Hamilton (* 1925), schottischer Nationalist und Rechtsanwalt
- Charles Jauncey, Baron Jauncey of Tullichettle (1925–2007), britischer Richter und Rechtsanwalt, Lord of Appeal in Ordinary
- James Chadwin QC (1930–2006), schottischer Barrister, der Peter Sutcliffe („Yorkshire Ripper“) verteidigt hat
- Alan Watson (* 1933), schottischer Experte der Rechtsgeschichte und in Römisches Recht
- Derry Irvine, Baron Irvine of Lairg (* 1940), britischer Politiker und Rechtsanwalt, ehemaliger Lordkanzler
- Arthur Hamilton, Lord Hamilton (* 1942), derzeitiger Lord President of the Court of Session (2005–?)
- Lord Roger of Earlsferry (1944–2011), schottischer Rechtsanwalt und Richter des Obersten Gerichtshofs des Vereinigten Königreichs
- Iain Bonomy, Lord Bonomy (* 1946), schottischer Senator des College of Justice und Richter des Internationalen Strafgerichtshofes für das ehemalige Jugoslawien
- Hazel Cosgrove, Lady Cosgrove (* 1946), schottische Richterin, erste Senatorin des Court of Session
- Gerry Maher, schottischer Kriminalrechtsprofessor an der University of Edinburgh.
- Matthew Clarke, Lord Clarke, Senator des College of Justice
- William Donald Patrick (1889–1967), schottischer Senator des College of Justice und Richter am Internationalen Militärgerichtshof für den Fernen Osten.

## Politik
- Thomas Muir (1765–1799), schottischer politischer Reformer
- Sir Henry Campbell-Bannerman (1836–1908), britischer Politiker der Liberal Party, ehemaliger britischer Premierminister
- James Bryce, 1. Viscount Bryce (1838–1922), irischer Jurist, Historiker und Politiker
- Andrew Bonar Law (1858–1923), britischer Politiker der Conservative Party, ehemaliger britischer Premierminister
- John Wheatley (1869–1930), schottischer Sozialpolitiker, leitende Figur der Red Clydeside-Ära
- Robert Horne, 1. Viscount Horne of Slamannan (1871–1940), schottischer Rechtsanwalt und Geschäftsmann, ehemaliger Chancellor of the Exchequer und Politiker der Scottish Unionist Party
- John Maclean (1879–1923), schottischer Marxist, leitende Figur der Red Clydeside-Ära
- Thomas Johnston  (1881–1965), schottischer Politiker der Labour Party, ehemaliger Staatssekretär von Schottland
- Albert Russell (1884–1975), schottischer Politiker der Scottish Unionist Party, Richter
- James Maxton (1885–1946), schottischer Politiker, ehemaliger Parteichef der Independent Labour Party
- John Bannerman, Baron Bannerman of Kildonan (1901–1969), schottischer Politiker der Liberal Democrats, Farmer und Sportler
- John MacCormick (1904–1961), schottischer Politiker, Gründer der National Party of Scotland
- Ian Hamilton QC (* 1925), schottischer Politiker der Scottish National Party, Wiedereinführer des Stone of Destiny und der Kronanwälte
- Donald Dewar (1937–2000), schottischer Politiker der Labour Party, ehemaliger Erster Minister Schottlands
- John Smith (1938–1994), Vorsitzender der Labour Party und britischer Kabinettsminister
- Sir Walter Menzies Campbell (* 1941), schottischer Politiker der Liberal Democrats, Abgeordneter des britischen Unterhauses
- Sir Neil MacCormick (1941–2009), englischer Rechtswissenschaftler, Mitglied des Europäischen Parlaments, Mitglied im Europäischen Konvent
- Margaret Ewing (1945–2006), schottische Politikerin der Scottish National Party und Member of the Scottish Parliament
- Anne McGuire (* 1949), schottische Politikerin der Labour Party, Parlamentsabgeordnete
- Des Browne (* 1952), schottischer Politiker der Labour Party, ehemaliger Verteidigungsminister, Mitglied des britischen Parlaments
- Charles Kennedy (1959–2015), schottischer Politiker, ehemaliger Vorsitzende der Liberal Democrats
- Liam Fox (* 1961), britischer Politiker, ehemaliger Geschäftsführender Vorsitzender (Chairman) der Conservative Party
- Nasharudin Mat Isa (* 1962), malaysischer Politiker, Mitglied des Parlaments von Malaysia, Vizepräsident der Oppositionspartei Pan Malaysian Islamic Party
- Paul Loeper (* 1989), deutscher Politiker, Vorsitzender der Partei Volt Deutschland

## Öffentlicher Dienst
- Sir Bill Jeffrey (* 1948), britischer Beamter, Permanent Secretary (Staatssekretär) des britischen Verteidigungsministeriums
- Sir Muir Russell (* 1949), schottischer Staatssekretär des schottischen Office of the Permanent Secretary

## Sozial Wissenschaft
- Sir James Frazer (1854–1941), schottischer Anthropologe, Religionswissenschaftler und klassischer Philologe
- Alexander Nove (1915–1944), russischer Wirtschaftwissenschaftshistoriker
- Sally Baldwin (1940–2003), schottische Sozialpolitiksforscherin
- Ljubo Sirc (1920–2016), slowenischer Wirtschaftswissenschaftler und Autor
- Anton Muscatelli (* 1962), italienischer Wirtschaftswissenschaftler und Prinzipal der University of Glasgow

## Gewerbe
- James McGill (1744–1813), schottisch-kanadischer Fur-trader und Philanthropist
- Tom McKillop (* 1943), Chemiker, Pharmazeut, Vorsitzender der Royal Bank of Scotland Group
- Fred Goodwin (* 1958), CEO der Royal Bank of Scotland Group

## Musik
- Paul Buchanan, Robert Bell und Paul Joseph Moore von der Band The Blue Nile
- Ramesh Srivastava, Musiker und Songwriter; Sänger und Gründungsmitglied der Band Voxtrot
- Sydney MacEwan (1908–1991), schottischer Tenor, Schottisch und Irischer Folkloresänger
- Stuart Murdoch (* 1968), Musiker und Songwriter; Gründungsmitglied der Band Belle & Sebastian

## Medien
- John Grierson (1898–1972), britischer Filmemacher, Vater des Dokumentarfilms
- Andrew Neil (* 1949), schottischer Journalist und Entertainer
- Tom Morton (* 1955), schottischer Radiomoderator, Schriftsteller und Musiker
- Anne MacKenzie (* 1960), schottische Showmasterin und Nachrichtensprecherin
- Shereen Nanjiani (* 1961), pakistanisch-schottische Radiomoderatorin und Nachrichtensprecherin
- Gerard Butler (* 1969), schottischer Filmschauspieler

## Sport
- Andrew Watson (1856–1921), schottischer Nationalspieler und erster farbiger Nationalspieler der Fußballgeschichte
- James Reid-Kerr (1883–1915), schottischer Cricket-Nationalspieler und professioneller Rugbyspieler